# Pygeum africanum
Pygeum africanum är en rosväxtart som beskrevs av Joseph Dalton Hooker. Pygeum africanum ingår i släktet Pygeum och familjen rosväxter. Inga underarter finns listade i Catalogue of Life.